# Sainte-Sabine-Born
Pour les articles homonymes, voir Sainte-Sabine.
Sainte-Sabine-Born est une ancienne commune du sud-ouest de la France, située dans le département de la Dordogne en région Nouvelle-Aquitaine, devenue le 1er janvier 2016 une commune déléguée au sein de la commune nouvelle de Beaumontois en Périgord.

## Géographie

### Communes limitrophes

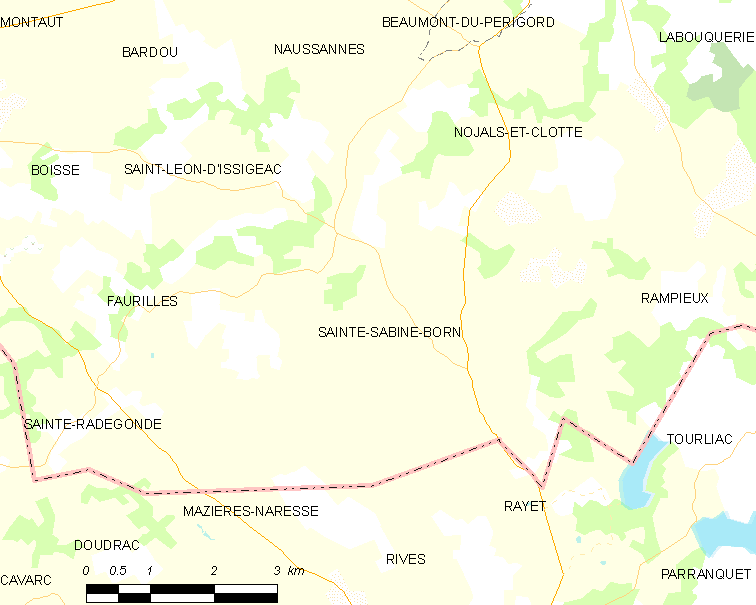
Carte de Sainte-Sabine-Born et des communes avoisinantes en 2015, avant la création de la commune nouvelle de Beaumontois en Périgord.

En 2015, année précédant la création de la commune nouvelle de Beaumontois en Périgord, Sainte-Sabine-Born était limitrophe de neuf autres communes, dont trois dans le département de Lot-et-Garonne. Au sud, la commune de Rives était limitrophe par un quadripoint.
| Saint-Léon-d'Issigeac                               | Naussannes             | Nojals-et-Clotte       |
| Faurilles                                           | Sainte-Sabine-Born     | Rampieux               |
| Sainte-Radegonde, Mazières-Naresse (Lot-et-Garonne) | Rives (Lot-et-Garonne) | Rayet (Lot-et-Garonne) |

## Urbanisme

### Villages, hameaux et lieux-dits
Outre le territoire de Born-de-Champs et le bourg de Sainte-Sabine proprement dit, le territoire se compose d'autres villages ou hameaux, ainsi que de lieux-dits :
- le Bel
- Bois de Cugnac
- la Borie Basse
- le Bos
- Bos Barrat
- les Bouscatels
- les Careyrettes
- Champ des Grèzes
- le Champ de la Plaine
- la Châtre
- le Chauffour
- Courbiac
- la Croix
- Cugnac
- la Curade
- Déjalat
- Escoudades
- l'Espinasse
- Fonrouquette
- les Fumades
- les Genévriers
- Géourget
- le Grand Champ
- les Jeammots
- Labatut
- Landion
- Larocal
- les Luzernes
- Maison Neuve
- les Martys
- Mayne d'Eau
- le Merle
- la Métairie Neuve
- Meyrignac
- Milliol
- le Moulinot
- la Moute
- Ourly
- la Pauline
- le Périer
- le Petit Bel
- la Peyrière
- Pin Can
- le Plantou
- le Pontet
- Quartau
- Ravail
- Rieu de Pey
- le Rôle
- Saint-Germain
- le Suquet
- la Tuilerie de Pisse-vi
- les Younoux.

Les toponymes de l'ancienne commune associée de Born-de-Champs sont listés dans l'article qui lui est dédié.

## Toponymie
En occitan, la commune porte le nom de Senta Sabina e Bòrn.

## Histoire
En 1793, la commune de Sainte-Sabine intègre celle de Le Bel
En 1974, les anciennes communes de Born-de-Champs et de Sainte-Sabine fusionnent et prennent le nom de Sainte-Sabine-Born.
De 1974 à 2015, Born-de-Champs conserve le statut de commune associée et, à ce titre, élit un maire délégué qui siège obligatoirement au conseil municipal de Sainte-Sabine-Born.
Au 1er janvier 2016, Sainte-Sabine-Born fusionne avec Beaumont-du-Périgord, Labouquerie et Nojals-et-Clotte pour former la commune nouvelle de Beaumontois en Périgord dont la création a été entérinée par l'arrêté du 29 décembre 2015, entraînant la transformation des quatre anciennes communes en communes déléguées. Lors de cette création, la commune associée de Born-de-Champs est supprimée.

## Politique et administration

### Rattachements administratifs et électoraux
Dès 1790, la commune de Sainte-Sabine est rattachée au canton de Beaumont qui dépend du district de Belvès jusqu'en 1795, date de suppression des districts. En 1801, le canton est rattaché à l'arrondissement de Bergerac. En 1974, la commune fusionne avec Born-de-Champs et prend le nom de Sainte-Sabine-Born.
Dans le cadre de la réforme de 2014 définie par le décret du 21 février 2014, ce canton disparaît aux élections départementales de mars 2015. La commune est alors rattachée au canton de Lalinde.

### Intercommunalité
Fin 1995, Sainte-Sabine-Born intègre dès sa création la communauté de communes du Pays beaumontois. Celle-ci est dissoute au 31 décembre 2012 et remplacée au 1er janvier 2013 par la communauté de communes des Bastides Dordogne-Périgord.

### Administration municipale
La population de la commune étant comprise entre 100 et 499 habitants au recensement de 2011, onze conseillers municipaux ont été élus en 2014,. Ceux-ci sont membres d'office du  conseil municipal de la commune nouvelle de Beaumontois en Périgord, jusqu'au renouvellement des conseils municipaux français de 2020.

### Liste des maires puis des maires délégués

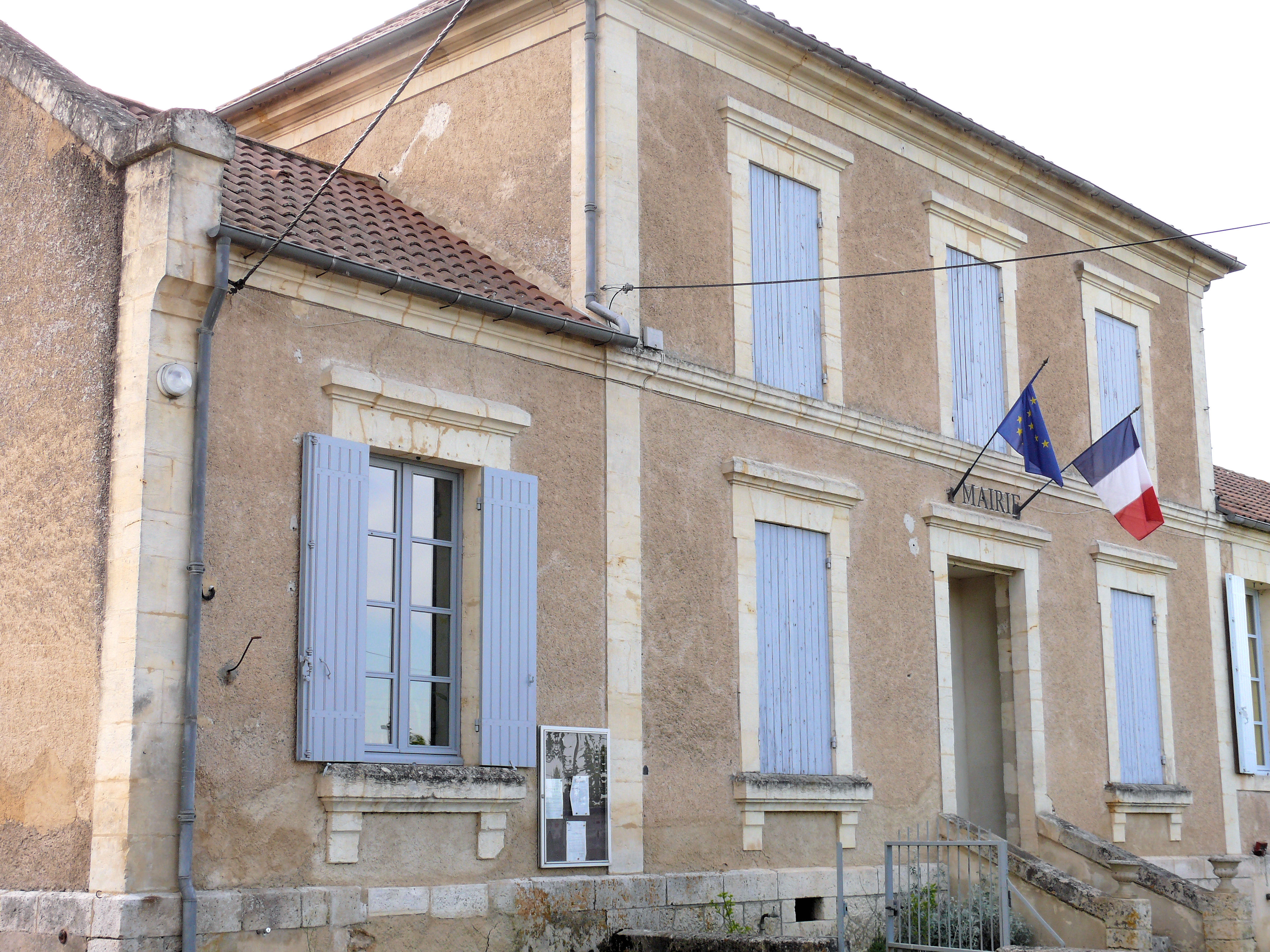
Mairie à Sainte-Sabine.

| Période                                  | Période       | Identité     | Étiquette | Qualité |
| ---------------------------------------- | ------------- | ------------ | --------- | ------- |
| Les données manquantes sont à compléter. |               |              |           |         |
|                                          |               |              |           |         |
| 1971                                     | 1983          | Roger Flayac |           |         |
|                                          |               |              |           |         |
| mars 2001                                | mars 2008     | Guy Gauthier |           |         |
| mars 2008 (réélue en mars 2014)          | décembre 2015 | Marise Balse | SE        |         |

| Période      | Période  | Identité      | Étiquette | Qualité |
| ------------ | -------- | ------------- | --------- | ------- |
| janvier 2016 | mai 2020 | Marise Balse  |           |         |
| mai 2020     | En cours | Michel Lignac |           |         |

## Population et société

### Démographie

#### Démographie de Sainte-Sabine, puis de Sainte-Sabine-Born
Le 1er janvier 1974, la commune de Sainte-Sabine devient « Sainte-Sabine-Born » lorsqu'elle s'associe à la commune de Born-de-Champs.
L'évolution du nombre d'habitants est connue à travers les recensements de la population effectués depuis 1793 à Sainte-Sabine puis à Sainte-Sabine-Born. À partir du XXIe siècle, les recensements des communes de moins de 10 000 habitants ont lieu tous les cinq ans (2005, 2010, 2015 pour Sainte-Sabine-Born). Depuis 2006, les autres dates correspondent à des estimations légales. En 2015, dernière année en tant que commune indépendante, Sainte-Sabine-Born comptait 363 habitants.
Au 1er janvier 2022, la commune déléguée de Sainte-Sabine-Born compte 368 habitants.
| 1793 | 1800 | 1806 | 1821 | 1831 | 1836 | 1841 | 1846 | 1851 |
| ---- | ---- | ---- | ---- | ---- | ---- | ---- | ---- | ---- |
| 640  | 660  | 651  | 680  | 842  | 822  | 830  | 830  | 894  |

| 1856 | 1861 | 1866 | 1872 | 1876 | 1881 | 1886 | 1891 | 1896 |
| ---- | ---- | ---- | ---- | ---- | ---- | ---- | ---- | ---- |
| 879  | 864  | 826  | 756  | 800  | 799  | 775  | 693  | 617  |

| 1901 | 1906 | 1911 | 1921 | 1926 | 1931 | 1936 | 1946 | 1954 |
| ---- | ---- | ---- | ---- | ---- | ---- | ---- | ---- | ---- |
| 674  | 615  | 587  | 513  | 509  | 522  | 505  | 467  | 457  |

| 1962 | 1968 | 1975 | 1982 | 1990 | 1999 | 2005 | 2010 | 2015 |
| ---- | ---- | ---- | ---- | ---- | ---- | ---- | ---- | ---- |
| 426  | 387  | 446  | 383  | 353  | 342  | 375  | 381  | 363  |

### Enseignement
Une école accueille les enfants en classe unique, de la maternelle au CM2.

### Sports
Le village possède deux terrains de football, et un terrain multisports (tennis, basket...)

## Économie
Les données économiques de Sainte-Sabine-Born sont incluses dans celles de la commune nouvelle de Beaumontois en Périgord.
Outre une agence postale, quelques commerces sont implantés sur le territoire de Sainte-Sabine-Born : un restaurant pizzeria, un restaurant bar, une table d'hôte et une boulangerie.

## Culture locale et patrimoine

### Lieux et monuments
- Case du Loup (ou de Cabane du Loup), dolmen soutenu par six piliers[17]
- Dolmen de Pincanelle (ou de Roc de Cause), néolithique[18]
- Église Sainte-Sabine du XIIIe ou XIVe siècle et du XIXe siècle[19]
- Église Saint-Christophe de Born-de-Champs, XIIe et XIXe siècles[20]
- Maison à empilage de poutres au lieu-dit Saint-Germain, XIVe siècle, classée monument historique en 1997[21]
- Maison à empilage de poutres au lieu-dit Jouandis, XIVe siècle, classée monument historique en 1996[22]

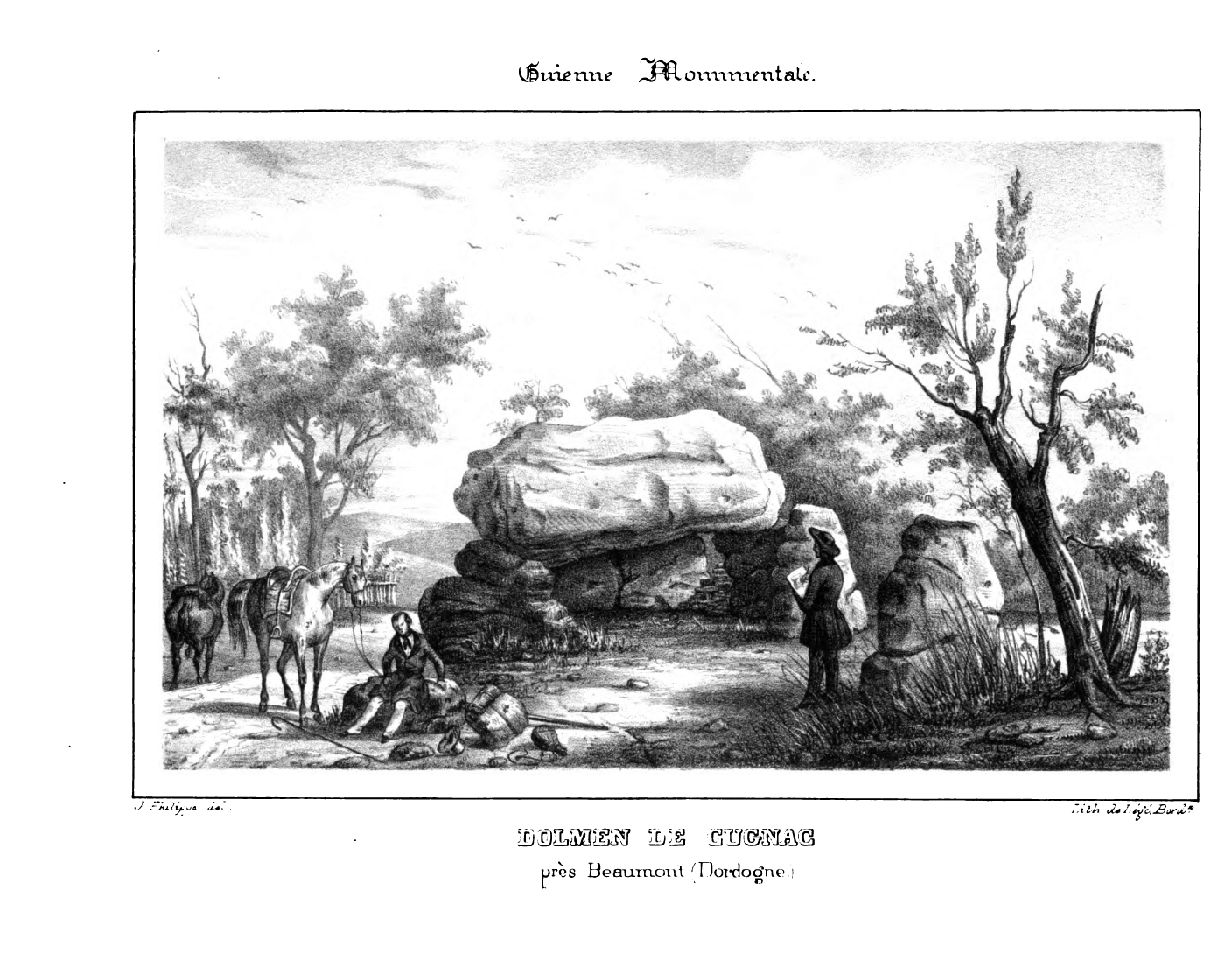
Dolmen de Case du Loup.
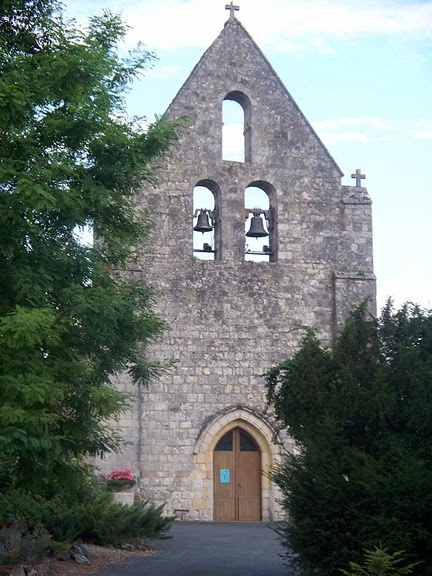
Le clocher-mur de l'église Sainte-Sabine.
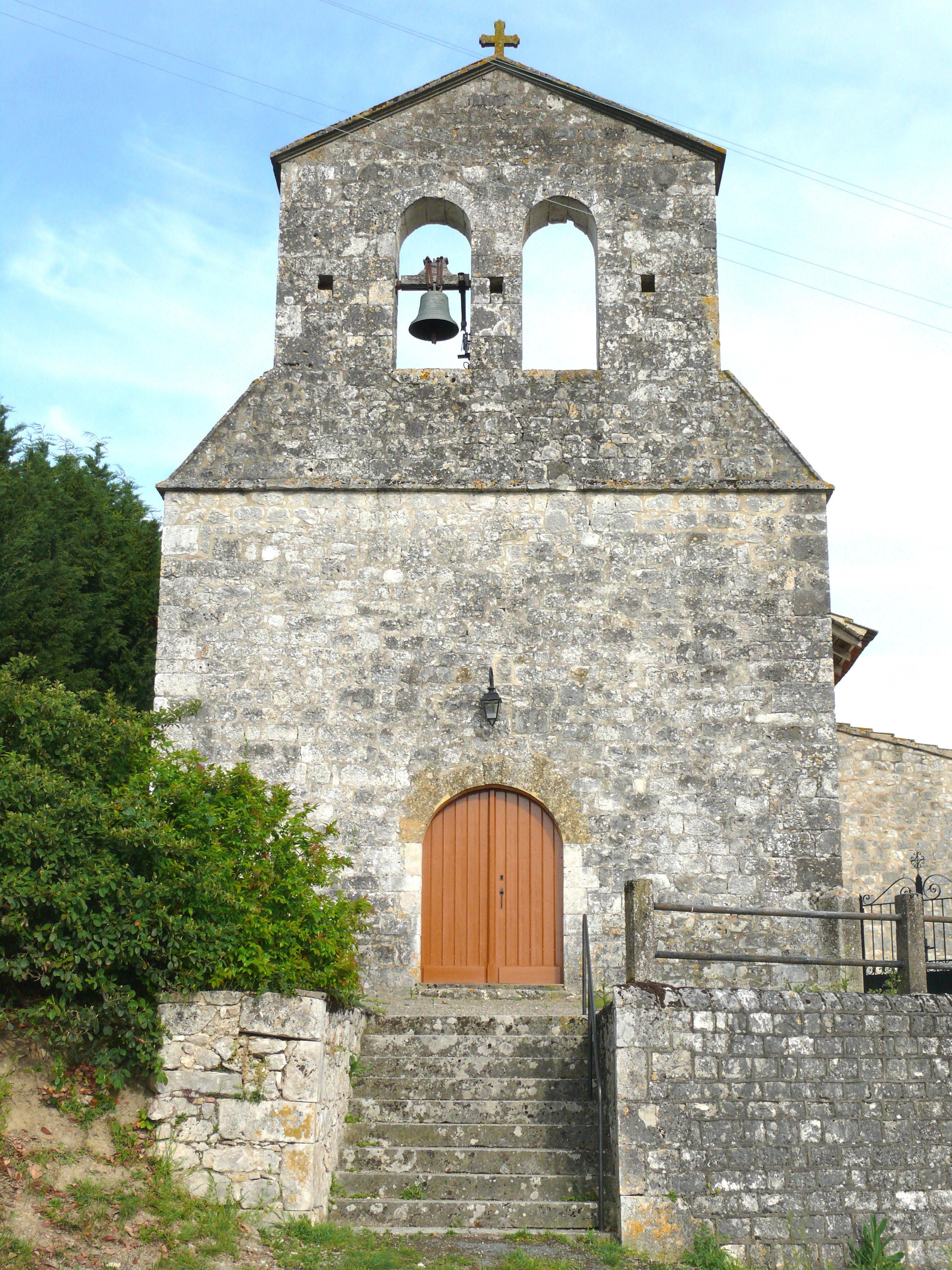
Le clocher-mur de l'église Saint-Christophe.
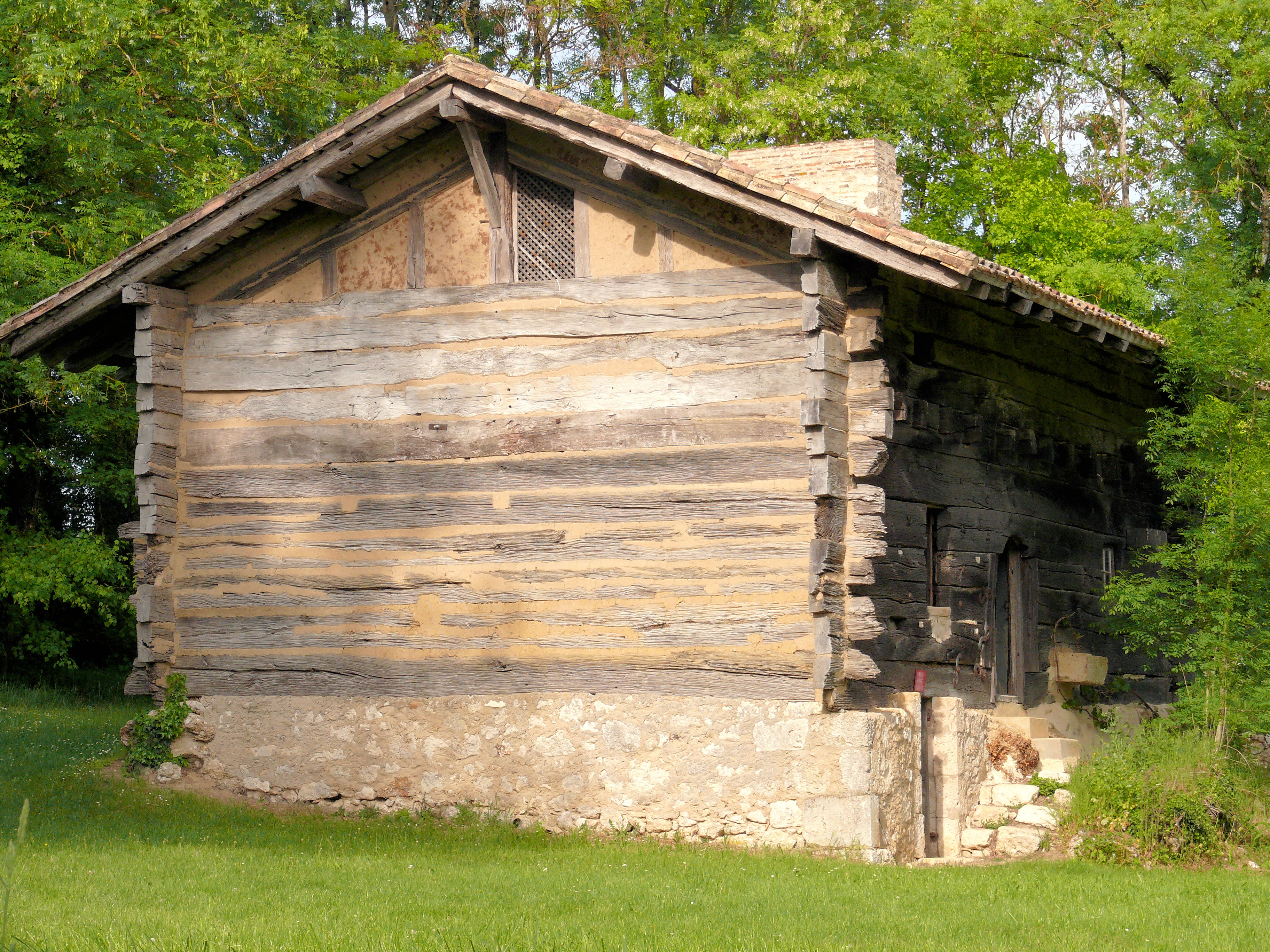
Maison à empilage de poutres de Saint-Germain.
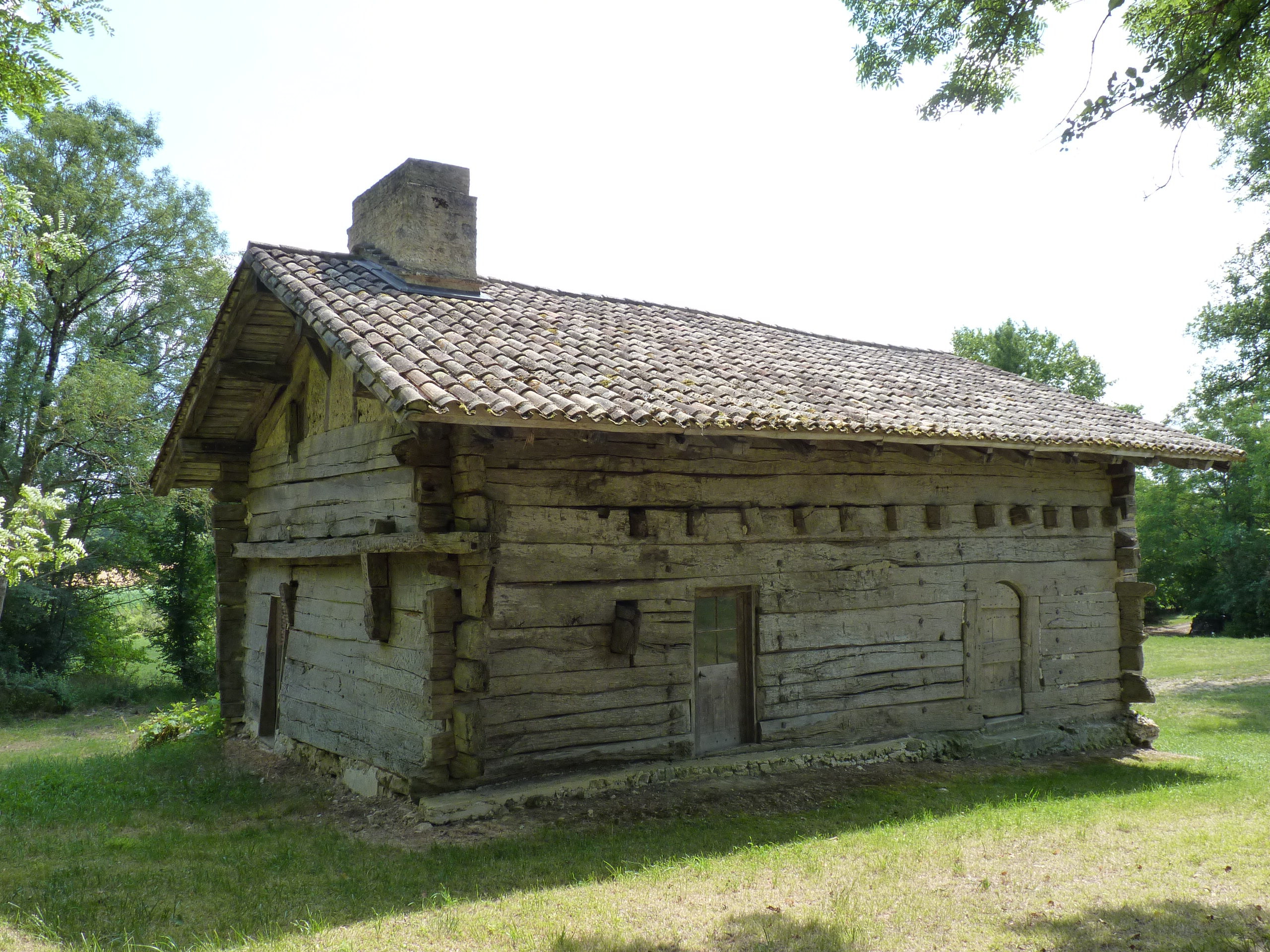
Maison à empilage de poutres de Jouandis.

### Patrimoine naturel
À l'ouest du territoire, la vallée de la Bournègue et celle d'un petit affluent font partie de la zone naturelle d'intérêt écologique, faunistique et floristique (ZNIEFF) de type II de la vallée du Dropt composée de prairies inondables où poussent quatre espèces déterminantes de plantes phanérogames : la Jacinthe romaine (Bellevalia romana), la Fritillaire pintade (Fritillaria meleagris), l'Orchis à fleurs lâches (Anacamptis laxiflora) et l'Orchis incarnat (Dactylorhiza incarnata subsp. Incarnata),.
Sur une zone plus réduite, une autre ZNIEFF de type I concerne uniquement la vallée de la Bournègue,.